# Epectris
Epectris là một chi nhện trong họ Oonopidae.